# Torneig d'escacs Shamkir de 2016
El Torneig d'escacs Shamkir de 2016 fou un torneig d'escacs en la memòria a Vugar Gaixímov (1986-2014) que tingué lloc a Shamkir (Azerbaidjan) del 26 de maig al 4 de juny de 2016. Es jugà un tancat de tots contra tots de 10 jugadors amb el ritme de temps de 120 minuts per les primeres 40 jugades més 60 minuts per les següents 20 jugades més 15 minutes més 30 segons d'increment per moviment a partir de la jugada 61.

## Classificació
|    | Jugador                          | Elo  | 1 | 2 | 3 | 4 | 5 | 6 | 7 | 8 | 9 | 10 | Punts | Victòries | TPR  |
| -- | -------------------------------- | ---- | - | - | - | - | - | - | - | - | - | -- | ----- | --------- | ---- |
| 1  | Xakhriar Mamediàrov (Azerbaijan) | 2748 | X | 1 | 1 | ½ | ½ | 0 | 1 | ½ | 1 | ½  | 6     | 4         | 2854 |
| 2  | Fabiano Caruana (Estats Units)   | 2804 | 0 | X | ½ | ½ | 1 | ½ | ½ | 1 | 1 | 1  | 6     | 4         | 2848 |
| 3  | Anish Giri (Països Baixos)       | 2790 | 0 | ½ | X | 1 | ½ | 1 | 1 | ½ | ½ | ½  | 5½    | 3         | 2808 |
| 4  | Serguei Kariakin (Rússia)        | 2779 | ½ | ½ | 0 | X | ½ | 1 | ½ | ½ | ½ | 1  | 5     | 2         | 2770 |
| 5  | Rauf Məmmədov (Azerbaijan)       | 2655 | ½ | 0 | ½ | ½ | X | ½ | ½ | ½ | ½ | 1  | 4½    | ½         | 2744 |
| 6  | Pendyala Harikrishna (Índia)     | 2763 | 1 | ½ | 0 | 0 | ½ | X | 0 | ½ | 1 | ½  | 4     | 2         | 2694 |
| 7  | Eltaj Safarli (Azerbaijan)       | 2664 | 0 | ½ | 0 | ½ | ½ | 1 | X | ½ | ½ | ½  | 4     | 1         | 2704 |
| 8  | Teimur Radjàbov (Azerbaijan)     | 2726 | ½ | 0 | ½ | ½ | ½ | ½ | ½ | X | ½ | ½  | 4     | 0         | 2699 |
| 9  | Pàvel Eliànov (Ucraïna)          | 2765 | 0 | 0 | ½ | ½ | ½ | 0 | ½ | ½ | X | 1  | 3½    | 1         | 2654 |
| 10 | Hou Yifan (Xina)                 | 2663 | ½ | 0 | ½ | 0 | 0 | ½ | ½ | ½ | 0 | X  | 2½    | 0         | 2578 |
Mamediàrov i Caruana finalitzaren empatats en punts després de les nou rondes. Mamediàrov guanyà a Caruana en un play-off pel desempat. Primer jugaren dues partides al ritme de 10 minuts més 3 segons d'increment, seguit de dues partides al ritme de 5 minuts més de 3 segons per jugada.
|   | Jugador                          | Elo  | 1 | 2 | 3 | 4 | Punts |
| - | -------------------------------- | ---- | - | - | - | - | ----- |
| 1 | Xakhriar Mamediàrov (Azerbaijan) | 2748 | ½ | ½ | 1 | ½ | 2½    |
| 2 | Fabiano Caruana (Estats Units)   | 2804 | ½ | ½ | 0 | ½ | 1½    |